# Sankt Nikolaj Kapel
Skt. Nikolaj Kapel er ruin, en ødekirke, der ligger på Drorup Mark ved Krajbjerg syd vest for Hornslet ligger. Kapellet kaldtes af egnens folk ofte for Sct. Niels's Kapel efter Århusegnens helgen, Niels Kongesøn. Kun det allernederste af murene er af det fredede anlæg er bevaret, og disse er svære at se, da ruinen er meget overgroet med krat og desuden har været brugt som aflæsningsplads for marksten. Den lille kirke- og kapelbygning, der havde en størrelse på ca. 18-20 x 9-10 meter, var ikke udvendigt adskilt i selvstændigt skib og kor, men var en såkaldt langhusbygning med en tresidet afslutning mod øst. De 1,3 meter tykke mure af kampe- og munkesten stod endnu ved 1800-tallets slutning i en højde af ca. 1 meter. Alle disse træk tyder på, at bygningen ikke hører til de ældste romanske kirkebygninger fra 11-1200-tallet, som alle havde en selvstændigt udskilt korbygning, der var smallere end skibet, og som regel var bygget af kvadersten. Sandsynligvis er bygningen fra den senere middelalder. I 1516 nævnes "Skt. Nikolaj sognekirke i Hornslet". Da den nuværende sognekirke i Hornslet var indviet til "Vor Frue og Allehelgen", er det muligvis bygningen ved Krajbjerg, der omtales. Det rejser spørgsmålet, om ruinen har været sognekirke eller blot et kapel. Men i hvert fald har der 140 meter nord for Skt. Nikolaj Kapel været et udspring for helligkilden, Sct. Claræ Kilde (Skt. Nikolaj Kilde), som man valfartede til helt op i 1800-tallet for at søge helbredelse. Dette kunne sammen med bygningens sene opførelse pege på, at der er tale om et valfarts- eller kildekapel. På den nærliggende herregård Rosenholm Slot findes en romansk gravsten med billede af Skt. Nikolaj i bispeskrud. Den siges at stamme fra Skt. Nikolaj Kapel, men den er med al sandsynlighed ældre end bygningen ved Krajbjerg. For øvrigt er flere af soklerne på Rosenholm opmuret af kvadre fra en eller flere middelalderkirker.

## Sagnet om kapellet nedrivning
Sagnet fortæller, at en lokal stormand blev så ophidset, da præsten – som så ofte før – en søndag kom for sent til prædikenen, at han dræbte ham foran alteret. Dette drab vanhelligede kirken i en sådan grad, at man lod bygningen nedrive.